# Solmundella bitentaculata
Solmundella bitentaculata är en nässeldjursart som först beskrevs av Jean René Constant Quoy och Joseph Paul Gaimard 1833.  Solmundella bitentaculata ingår i släktet Solmundella och familjen Aeginidae. Inga underarter finns listade i Catalogue of Life.